# Joseph-Pierre de Castellane
Pour les articles homonymes, voir Castellane (homonymie).
Pour les autres membres de la famille, voir Famille de Castellane.
Joseph-Pierre de Castellane  (né vers 1661, mort le 21 mars 1739), est ecclésiastique, qui fut évêque de Fréjus de 1715 à 1739.

## Biographie
Joseph-Pierre de Castellane est le fils d'Horace de Castellane de Rame, baron de Norante et d'Anne de Bionneau d'Eyragues. Il est l'oncle de André-Dominique-Jean-Baptiste de Castellane futur évêque de Glandèves.
Destiné à l'Église, ordonné prêtre en 1708, il est vicaire général de Charles Gaspard Guillaume de Vintimille du Luc dans l'archidiocèse d'Aix et nommé évêque de Fréjus en 1715 vraisemblablement sur la recommandation du futur cardinal de Fleury. Il est confirmé le 29 mai et consacré en juin par Charles Gaspard Guillaume de Vintimille dans la chapelle du noviciat des jésuites de Paris. 
Dans son diocèse comme son métropolitain, il fait observer les constitutions pontificales, notamment la bulle Unigenitus, sans laisser d'autres témoignages de son action épiscopale.